# 중부고속
주식회사 중부고속(株式會社 國泰高速)은 대전광역시를 연고로 하는 시외버스 업체로, 본사는 대전광역시 대덕구 읍내동에 있다.

## 역사
1961년 9월 12일에 시외버스 면허를 취득하여 신진여객이라는 명칭으로 설립하였으며, 1979년 신진여객에서 화신교통으로 사명을 변경하였다. 1980년 7월 1일 금산군내버스를 한일교통으로 분리 독립시켰으며, 1985년 1월 충청북도 영동군 심천면 양강교에서 일어난 버스 추락 사고를 계기로 같은 해 3월 사명을 화신교통에서 중부교통으로 변경하였다. 1997년 9월 5일 사명을 중부교통에서 중부고속으로 변경하였다. 2004년에는 코오롱고속(현재 금호고속에 사업 양도)으로부터 대전 ~ 수원 고속버스 노선권을 양수하였으며, 2011년 5월 1일에는 삼화고속과 금호고속으로부터 대전 ~ 마산 간 고속버스 노선권을 양수하였다.

## 운행 노선
2020년 10월 10일 기준이다.
| 운행업체 | 보유 노선수 | 보유 노선수 | 보유 노선수 | 면허 대수 | 면허 대수 | 면허 대수 | 등록 대수 | 등록 대수 | 등록 대수 |
| -------- | ----------- | ----------- | ----------- | --------- | --------- | --------- | --------- | --------- | --------- |
| 운행업체 | 노선 합계   | 시외버스    | 고속버스    | 대수 합계 | 시외버스  | 고속버스  | 대수 합계 | 시외버스  | 고속버스  |
| 중부고속 | 64          | 62          | 2           | 129       | 124       | 5         | 128       | 123       | 5         |

### 시외버스
대전 출발 노선
- 대전 → 마전 → 금산
- 대전 → 천안 → 아산(온양) (금남고속과 공동 운행)
- 대전 → 오산 → 수원
- 대전 → 마산 → 창원 ( → 김해)
- 대전 → 안양 (금남고속, 한양고속과 공동 운행)
- 대전 → 부천 (금남고속, 한양고속과 공동 운행)
- 대전 → 세종시 → 고양 (금남고속, 한양고속, 대원고속(무정차)과 공동 운행)

유성 출발 노선
- 유성 → 정부대전청사 → 부천 (금남고속, 한양고속과 공동 운행)
- 유성 → 정부대전청사 → 인천 (금남고속과 공동 운행)
- 유성 → 정부대전청사 → 성남 (금남고속과 공동 운행)
- 유성 → 정부대전청사 → 세종시 → 성남 (금남고속과 공동 운행)
- 유성 → 정부대전청사 → 동서울 (금남고속, 삼흥고속과 공동 운행)

천안 출발 노선
- 천안 → 동대전 (금남고속과 공동 운행)
- 천안 → 성남(분당) (금남고속, 충남고속, 한양고속과 공동 운행)

서울남부버스터미널 (서초동) 출발 노선
- 남서울 → 금암 → 엄사 → 신도안

공항버스
- 천안 → 김포국제공항 → 인천국제공항 (금남고속, 충남고속, 한양고속과 공동 운행)
- 아산 → 천안 → 인천국제공항 (금남고속, 충남고속, 한양고속과 공동 운행)
- 아산 → 천안 → 김포국제공항 (금남고속, 충남고속, 한양고속과 공동 운행)
- 대전 → 정부대전청사 → 도룡동 → 김포국제공항(금남고속, 한양고속과 공동 운행)
- 대전 → 정부대전청사 → 도룡동 → 인천국제공항(금남고속, 한양고속과 공동 운행)

## 운행 차량
현대자동차
- 뉴 프리미엄 유니버스 스페이스 럭셔리
- 뉴 프리미엄 유니버스 익스프레스 노블
- 뉴 프리미엄 유니버스 럭셔리
- 뉴 프리미엄 유니버스 노블
- 뉴 프리미엄 유니버스 프레스티지EX
- 뉴 프리미엄 유니버스 프라임 프레스티지 EX

기아자동차
- 뉴 그랜버드 슈퍼 프리미엄 션샤인

## 갤러리

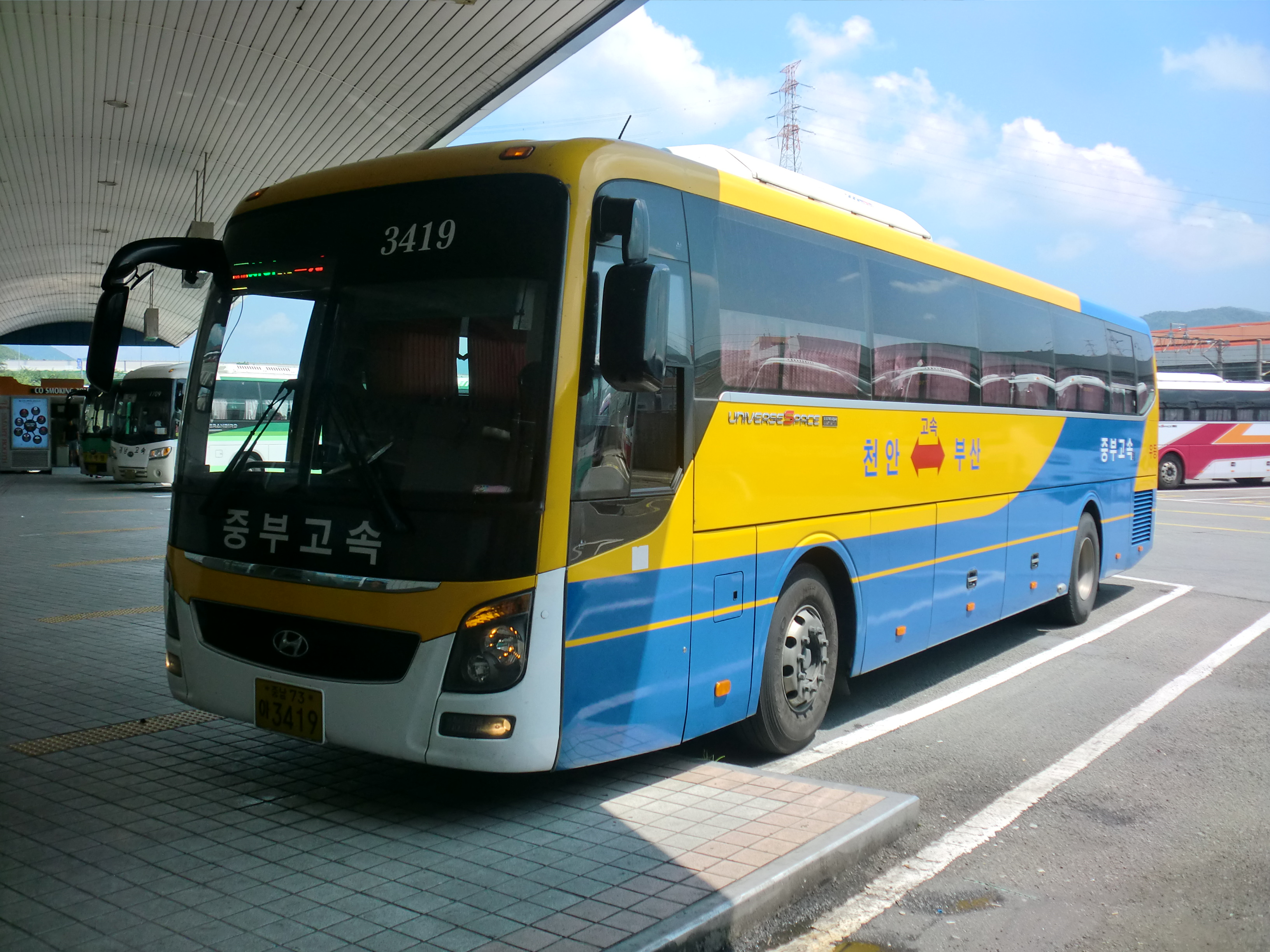
천안 ↔ 부산 노선 (철수전)